# Brotia yunnanensis
Brotia yunnanensis is een slakkensoort uit de familie van de Pachychilidae. De wetenschappelijke naam van de soort is voor het eerst geldig gepubliceerd in 2010 door Köhler, Du & Yang.